# Финал Кубка Стэнли 2015
Финал Кубка Стэнли 2015 (англ. 2015 Stanley Cup Final) — решающая серия розыгрыша плей-офф Кубка Стэнли в сезоне Национальной хоккейной лиги 2014/2015 годов. В финале приняли участие чемпионы Восточной и Западной конференций, «Тампа-Бэй Лайтнинг» и «Чикаго Блэкхокс» соответственно. Серия стартовала 3 июня, матчем на площадке «Тампы». Финал завершился итоговой победой «Чикаго» в шести матчах, а самым ценным игроком был признан защитник «ястребов» Данкан Кит.

## Формат финала
Финальная серия состоит максимум из семи игр и ведётся до четырёх побед, в формате Д-Д-Г-Г-Д-Г-Д. Преимущество домашней площадки получает команда, занявшая наивысшее место в лиге по итогам регулярного чемпионата.

## Путь к финалу
| Западная конференция |          |                   |            |                                                    |
| Стадия               | Соперник | Соперник          | Общий счёт | Результаты игр                                     |
| 1-й раунд            | Ц2       | Нэшвилл Предаторз | 4 : 2      | 4:3 (2ОТ), 2:6, 4:2, 3:2 (3ОТ), 2:5, 4:3           |
| 2-й раунд            | УК       | Миннесота Уайлд   | 4 : 0      | 4:3, 4:1, 1:0, 4:3                                 |
| финал конференции    | Т1       | Анахайм Дакс      | 4 : 3      | 1:4, 3:2 (3ОТ), 1:2, 5:4 (2ОТ), 4:5 (ОТ), 5:2, 5:3 |

| Восточная конференция |          |                    |            |                                        |
| Стадия                | Соперник | Соперник           | Общий счёт | Результаты игр                         |
| 1-й раунд             | А3       | Детройт Ред Уингз  | 4 : 3      | 2:3, 5:1, 0:3, 3:2 (ОТ), 0:4, 5:2, 2:0 |
| 2-й раунд             | А1       | Монреаль Канадиенс | 4 : 2      | 2:1 (2ОТ), 6:2, 2:1, 2:6, 1:2, 4:1     |
| финал конференции     | С1       | Нью-Йорк Рейнджерс | 4 : 3      | 1:2, 6:2, 6:5 (ОТ), 1:5, 2:0, 3:7, 2:0 |

### Регулярный чемпионат
| 11.11.2014                                                                 | \| Чикаго Блэкхокс \| 3:2 (Б) (0:1, 1:0, 1:1, 0:0, 1:0) протокол \| Тампа-Бэй Лайтнинг \| \| Брэд Ричардс — 29:13 Маркус Крюгер — 41:18 Патрик Кейн (поб. бул.) — 65:00 \| Голы \| 04:35 — Седрик Пакетт 49:53 — Никита Кучеров \| | Юнайтед-центр                                |
| Чикаго Блэкхокс                                                            | 3:2 (Б) (0:1, 1:0, 1:1, 0:0, 1:0) протокол | Тампа-Бэй Лайтнинг                           |
| Брэд Ричардс — 29:13 Маркус Крюгер — 41:18 Патрик Кейн (поб. бул.) — 65:00 | Голы | 04:35 — Седрик Пакетт 49:53 — Никита Кучеров |

| 27.02.2015                                                                               | \| Тампа-Бэй Лайтнинг \| 4:0 (0:0, 2:0, 2:0) протокол \| Чикаго Блэкхокс \| \| Брайан Бойл — 28:27 Стивен Стэмкос — 37:53 Райан Кэллахан — 47:37 Стивен Стэмкос — 47:15 \| Голы \| \| | Амали-арена     |
| Тампа-Бэй Лайтнинг                                                                       | 4:0 (0:0, 2:0, 2:0) протокол | Чикаго Блэкхокс |
| Брайан Бойл — 28:27 Стивен Стэмкос — 37:53 Райан Кэллахан — 47:37 Стивен Стэмкос — 47:15 | Голы |                 |

### Тампа-Бэй Лайтнинг
По итогам регулярного чемпионата «Тампа», со 108 очками (50 побед, 24 поражения, 8 поражений в овертайме) заняла 2-е место в Атлантическом дивизионе уступив два очка «Монреалю» и опередив на 8 очков «Детройт».
В первом раунде соперником «молний» стал «Детройт», который был обыгран в семи матчах. Во втором раунде «Тампа» встретилась с чемпионом Атлантического дивизиона «Монреаль Канадиенс» и обыграла его со счётом 4:2. В финале Восточной конференции, в семи матчах был обыгран прошлогодний финалист Кубка Стэнли, «Нью-Йорк Рейнджерс».
Для «Лайтнинг» этот финал стал вторым в истории, первым был финал 2004 года, в котором «молнии» победили «Калгари Флэймз» в семи матчах и завоевали свой единственный Кубок Стэнли.
«Тампа-Бэй Лайтнинг» стала первой командой в НХЛ, которая встречалась с четырьмя командами Оригинальной шестёрки по ходу одного розыгрыша плей-офф.

### Чикаго Блэкхокс
В регулярном чемпионате «Чикаго» занял третье место в Центральном дивизионе, набрав 102 очка (48 побед, 28 поражения, 6 поражений в овертайме) и пропустив вперёд «Сент-Луис Блюз» и «Нэшвилл Предаторз».
В первом раунде «Блэкхокс» обыграли «Нэшвилл» в шести матчах. Во втором раунде, «в сухую» была обыграна «Миннесота Уайлд», а в финале Западной конференции был обыгран чемпион Тихоокеанского дивизиона «Анахайм Дакс», в семи матчах.
Для «ястребов» это тринадцатый финал в истории клуба и третий за шесть лет. Предыдущий финал в котором участвовал «Чикаго Блэкхокс», состоялся в 2013 году, когда «Блэкхокс» обыграли в шести матчах «Бостон Брюинз» и завоевали свой пятый Кубок Стэнли.

## Арены
| Тампа               | Амали-арена Юнайтед-центрАрены финала Кубка Стэнли 2015 | Чикаго              |
| Амали-арена         | Амали-арена Юнайтед-центрАрены финала Кубка Стэнли 2015 | Юнайтед-центр       |
| Вместимость: 19 204 | Амали-арена Юнайтед-центрАрены финала Кубка Стэнли 2015 | Вместимость: 19 717 |
|                     | Амали-арена Юнайтед-центрАрены финала Кубка Стэнли 2015 |                     |

## Ход серии
Североамериканское восточное время (UTC-4).

### Матч № 1
| 3 июня 2015 20:00 | Тампа-Бэй Лайтнинг | 1 : 2 (1:0, 0:0, 0:2) | Чикаго Блэкхокс | Амали-арена Зрителей: 19 204 |

| Отчёт                                             | Отчёт                   | Отчёт                                                                            | Отчёт         | Отчёт                                                                    |
| ------------------------------------------------- | ----------------------- | -------------------------------------------------------------------------------- | ------------- | ------------------------------------------------------------------------ |
|                                                   |                         |                                                                                  |               |                                                                          |
|                                                   | Бен Бишоп (00:00—58:38) | Вратари                                                                          | Кори Кроуфорд | Судьи: Уэс Макколи Кевин Поллок Линейные судьи: Дерек Амелл Брайан Мёрфи |
|                                                   | Голы:                   |                                                                                  |               | Судьи: Уэс Макколи Кевин Поллок Линейные судьи: Дерек Амелл Брайан Мёрфи |
| Алекс Киллорн — 04:31 (А. Строльман, В. Филппула) | 1:0 1:1 1:2             | 53:28 — Теуво Терявяйнен (Д. Кит, Э. Шоу) 55:26 — Антуан Верметт (Т. Терявяйнен) |               | Судьи: Уэс Макколи Кевин Поллок Линейные судьи: Дерек Амелл Брайан Мёрфи |
|                                                   |                         |                                                                                  |               | Судьи: Уэс Макколи Кевин Поллок Линейные судьи: Дерек Амелл Брайан Мёрфи |
|                                                   |                         |                                                                                  |               | Судьи: Уэс Макколи Кевин Поллок Линейные судьи: Дерек Амелл Брайан Мёрфи |
|                                                   |                         |                                                                                  |               | Судьи: Уэс Макколи Кевин Поллок Линейные судьи: Дерек Амелл Брайан Мёрфи |
| 6 мин                                             | Штраф                   | 4 мин                                                                            |               | Судьи: Уэс Макколи Кевин Поллок Линейные судьи: Дерек Амелл Брайан Мёрфи |
|                                                   |                         |                                                                                  |               |                                                                          |
|                                                   | 23                      | Броски                                                                           | 21            |                                                                          |

В начале первого периода счёт в матче открыли хозяева. После броска Антона Строльмана шайбу в ворота Кроуфорда переправил Алекс Киллорн. Второй период голов не принёс, а в концовке третьего периода «ястребы» выходят вперёд благодаря точным броскам Терявяйнена и Антуана Верметта и одерживают победу в стартовом матче финальной серии со счётом 2:1.
Счёт в серии: 1—0 в пользу «Чикаго»

### Матч № 2
| 6 июня 2015 19:15 | Тампа-Бэй Лайтнинг | 4 : 3 (1:0, 2:2, 1:1) | Чикаго Блэкхокс | Амали-арена Зрителей: 19 204 |

| Отчёт | Отчёт                                                                                | Отчёт | Отчёт                       | Отчёт                                                                        |
| --- | ------------------------------------------------------------------------------------ | --- | --------------------------- | ---------------------------------------------------------------------------- |
| |                                                                                      | |                             |                                                                              |
| | Бен Бишоп (00:00—47:17) (48:49—52:19) Андрей Василевский (47:17—48:49) (52:19—60:00) | Вратари | Кори Кроуфорд (00:00—57:56) | Судьи: Дэн О'Хэллоран Келли Сазерленд Линейные судьи: Шейн Хейер Пьер Расико |
| | Голы:                                                                                | |                             | Судьи: Дэн О'Хэллоран Келли Сазерленд Линейные судьи: Шейн Хейер Пьер Расико |
| Седрик Пакетт — 12:56 (Р. Кэллахан, В. Хедман) Никита Кучеров — 26:52 (Дж. Гаррисон, Б. Кобёрн) Тайлер Джонсон — 33:58 (Н. Кучеров) Джейсон Гаррисон (бол.) — 48:49 (В. Хедман, Р. Кэллахан) | 1:0 1:1 1:2 :2 3:2 3:3 4:3                                                           | 23:04 — Эндрю Шоу (М. Крюгер, Э. Дежарден) 25:20 — Теуво Терявяйнен (бол.) (М. Госса, П. Шарп) 43:38 — Брент Сибрук (Дж. Тэйвз, Дж. Одуйя) |                             | Судьи: Дэн О'Хэллоран Келли Сазерленд Линейные судьи: Шейн Хейер Пьер Расико |
| |                                                                                      | |                             | Судьи: Дэн О'Хэллоран Келли Сазерленд Линейные судьи: Шейн Хейер Пьер Расико |
| |                                                                                      | |                             | Судьи: Дэн О'Хэллоран Келли Сазерленд Линейные судьи: Шейн Хейер Пьер Расико |
| |                                                                                      | |                             | Судьи: Дэн О'Хэллоран Келли Сазерленд Линейные судьи: Шейн Хейер Пьер Расико |
| 6 мин | Штраф                                                                                | 6 мин |                             | Судьи: Дэн О'Хэллоран Келли Сазерленд Линейные судьи: Шейн Хейер Пьер Расико |
| |                                                                                      | |                             |                                                                              |
| | 24                                                                                   | Броски | 29                          |                                                                              |

Перед матчем тренеры «Лайтнинг» заявили на игру нападающего Джонатана Друэна, который заменил защитника Никиту Нестерова. Счёт в матче был открыт «молниями» благодаря голу Седрика Пакетта. В начале второго периода Эндрю Шоу сравнивает счёт, удачно сыграв на пятаке, а спустя две минуты Теуво Терявяйнен выводит гостей вперёд, реализовав большинство. Через полторы минуты Никита Кучеров подправил бросок Гаррисона и сравнял счёт. На 34-й минуте Тайлер Джонсон снова выводит «Тампу» вперёд; для Джонсона эта шайба стала 13-й в плей-офф 2015, что является новым клубным рекордом по количеству голов в одном розыгрыше Кубка Стэнли. На старте третьего периода Брент Сибрук сравнивает счёт в матче. В середине периода резервный вратарь «молний» Андрей Василевский заменил Бена Бишопа, который был вынужден покинуть игру. Джейсон Гаррисон в третий раз вывел хозяев вперёд, забив первый гол команды в большинстве в финале. В итоге победа осталась за «Тампой» 4:3.
Счёт в серии: ничья, 1—1

### Матч № 3
| 8 июня 2015 20:00 | Чикаго Блэкхокс | 2 : 3 (1:1, 0:0, 1:2) | Тампа-Бэй Лайтнинг | Юнайтед-центр Зрителей: 22 336 |

| Отчёт                                                                                  | Отчёт                       | Отчёт | Отчёт     | Отчёт                                                                    |
| -------------------------------------------------------------------------------------- | --------------------------- | --- | --------- | ------------------------------------------------------------------------ |
|                                                                                        |                             | |           |                                                                          |
|                                                                                        | Кори Кроуфорд (00:00—58:18) | Вратари | Бен Бишоп | Судьи: Кевин Поллок Уэс Макколи Линейные судьи: Дерек Амелл Брайан Мёрфи |
|                                                                                        | Голы:                       | |           | Судьи: Кевин Поллок Уэс Макколи Линейные судьи: Дерек Амелл Брайан Мёрфи |
| Брэд Ричардс (бол.) — 14:22 (М. Госса, Э. Шоу) Брэндон Саад — 44:14 (М. Госса, Д. Кит) | 0:1 :1 2:1 2:2 2:3          | 05:09 — Райан Кэллахан (В. Хедман, Дж. Т. Браун) 44:27 — Ондржей Палат (Н. Кучеров, Т. Джонсон) 56:49 — Седрик Пакетт (В. Хедман, Р. Кэллахан) |           | Судьи: Кевин Поллок Уэс Макколи Линейные судьи: Дерек Амелл Брайан Мёрфи |
|                                                                                        |                             | |           | Судьи: Кевин Поллок Уэс Макколи Линейные судьи: Дерек Амелл Брайан Мёрфи |
|                                                                                        |                             | |           | Судьи: Кевин Поллок Уэс Макколи Линейные судьи: Дерек Амелл Брайан Мёрфи |
|                                                                                        |                             | |           | Судьи: Кевин Поллок Уэс Макколи Линейные судьи: Дерек Амелл Брайан Мёрфи |
| 6 мин                                                                                  | Штраф                       | 6 мин |           | Судьи: Кевин Поллок Уэс Макколи Линейные судьи: Дерек Амелл Брайан Мёрфи |
|                                                                                        |                             | |           |                                                                          |
|                                                                                        | 38                          | Броски | 32        |                                                                          |

Перед игрой тренерский штаб «Чикаго» внёс два изменения в состав по сравнению с прошлым матчем. После травмы вернулся Брайан Бикелл, который заменил Криса Верстига, также в плей-офф дебютировал Тревор ван Римсдайк, заменивший Давида Рудблада. У «Тампы» вместо Джонатан Друэна в состав вернулся Никита Нестеров в качестве седьмого защитника. Место в воротах «Лайтнинг» снова занял Бен Бишоп, который был вынужден покинуть матч № 2 раньше срока. На 6-й минуте матча нападающий «молний» Райан Кэллахан мощным щелчком со средней дистанции открыл счёт в матче. После этого «Блэкхокс» взвинтили темп и полностью завладели инициативой в матче. В течение 13 минут хоккеисты «Чикаго» нанесли 16 бросков по воротам «Тампы», дважды не попав в пустые ворота, а соперник за этот отрезок не совершил ни одного броска. Счёт в матче удалось сравнять ближе к концу периода, когда Брэд Ричардс реализовал лишнего. Всего за первый период «ястребы» перебросали «молний» с разницей 19-7. Второй период голов не принёс, а в начале третьего периода хозяева выходят вперёд благодаря голу Брэндона Саада. В следующей же атаке «Лайтнинг» сравнивает счёт усилиями Ондржея Палата. Менее чем за четыре минуты до окончания основного времени гол в ворота Кроуфорда забивает Седрик Пакетт и возвращает своей команде лидерство. За оставшееся время «Чикаго» не удалось сравнять счёт, в итоге «Тампа» побеждает в матче со счётом 3:2 и выходит вперёд в серии.
Счёт в серии: 2—1 в пользу «Тампы-Бэй»

### Матч № 4
| 10 июня 2015 20:00 | Чикаго Блэкхокс | 2 : 1 (0:0, 1:1, 1:0) | Тампа-Бэй Лайтнинг | Юнайтед-центр Зрителей: 22 354 |

| Отчёт                                                                     | Отчёт         | Отчёт                                           | Отчёт                            | Отчёт                                                                        |
| ------------------------------------------------------------------------- | ------------- | ----------------------------------------------- | -------------------------------- | ---------------------------------------------------------------------------- |
|                                                                           |               |                                                 |                                  |                                                                              |
|                                                                           | Кори Кроуфорд | Вратари                                         | Андрей Василевский (00:00—58:31) | Судьи: Дэн О'Хэллоран Келли Сазерленд Линейные судьи: Шейн Хейер Пьер Расико |
|                                                                           | Голы:         |                                                 |                                  | Судьи: Дэн О'Хэллоран Келли Сазерленд Линейные судьи: Шейн Хейер Пьер Расико |
| Джонатан Тэйвз — 26:40 (П. Шарп, М. Госса) Брэндон Саад — 46:22 (П. Кейн) | 1:0 1:1 2:1   | 31:47 — Алекс Киллорн (В. Филппула, С. Стэмкос) |                                  | Судьи: Дэн О'Хэллоран Келли Сазерленд Линейные судьи: Шейн Хейер Пьер Расико |
|                                                                           |               |                                                 |                                  | Судьи: Дэн О'Хэллоран Келли Сазерленд Линейные судьи: Шейн Хейер Пьер Расико |
|                                                                           |               |                                                 |                                  | Судьи: Дэн О'Хэллоран Келли Сазерленд Линейные судьи: Шейн Хейер Пьер Расико |
|                                                                           |               |                                                 |                                  | Судьи: Дэн О'Хэллоран Келли Сазерленд Линейные судьи: Шейн Хейер Пьер Расико |
| 8 мин                                                                     | Штраф         | 6 мин                                           |                                  | Судьи: Дэн О'Хэллоран Келли Сазерленд Линейные судьи: Шейн Хейер Пьер Расико |
|                                                                           |               |                                                 |                                  |                                                                              |
|                                                                           | 19            | Броски                                          | 25                               |                                                                              |

На четвёртый матч в качестве основного вратаря «Лайтнинг» Джон Купер заявил Андрея Василевского, который заменил травмированного Бена Бишопа, а у «Блэкхокс» свою первую игру в финале 2015 проводил ветеран Киммо Тимонен. В первом периоде голов забито не было, а соотношение по броскам было 9-2 в пользу гостей. Джонатан Тэйвз открыл счёт в матче во втором периоде, а через пять минут Алекс Киллорн делает счёт равным. Единственную шайбу в третьем периоде забросил Брэндон Саад. За полторы минуты до конца основного времени «молнии» заменили голкипера на шестого полевого игрока и организовали финальный штурм ворот Кроуфорда, проведя несколько опасных атак, но «ястребы» не пропустили и одержали победу в матче.
Счёт в серии: ничья, 2—2

### Матч № 5
| 13 июня 2015 20:00 | Тампа-Бэй Лайтнинг | 1 : 2 (0:1, 1:0, 0:1) | Чикаго Блэкхокс | Амали-арена Зрителей: 19 204 |

| Отчёт                                                  | Отчёт                                 | Отчёт                                                                              | Отчёт         | Отчёт                                                                    |
| ------------------------------------------------------ | ------------------------------------- | ---------------------------------------------------------------------------------- | ------------- | ------------------------------------------------------------------------ |
|                                                        |                                       |                                                                                    |               |                                                                          |
|                                                        | Бен Бишоп (00:00—58:57) (59:51—60:00) | Вратари                                                                            | Кори Кроуфорд | Судьи: Уэс Макколи Кевин Поллок Линейные судьи: Дерек Амелл Брайан Мёрфи |
|                                                        | Голы:                                 |                                                                                    |               | Судьи: Уэс Макколи Кевин Поллок Линейные судьи: Дерек Амелл Брайан Мёрфи |
| Валттери Филппула — 30:53 (Дж. Гаррисон, А. Строльман) | 0:1 :1 1:2                            | 06:11 — Патрик Шарп (Т. Терявяйнен, Дж. Тэйвз) 42:00 — Антуан Верметт (К. Верстиг) |               | Судьи: Уэс Макколи Кевин Поллок Линейные судьи: Дерек Амелл Брайан Мёрфи |
|                                                        |                                       |                                                                                    |               | Судьи: Уэс Макколи Кевин Поллок Линейные судьи: Дерек Амелл Брайан Мёрфи |
|                                                        |                                       |                                                                                    |               | Судьи: Уэс Макколи Кевин Поллок Линейные судьи: Дерек Амелл Брайан Мёрфи |
|                                                        |                                       |                                                                                    |               | Судьи: Уэс Макколи Кевин Поллок Линейные судьи: Дерек Амелл Брайан Мёрфи |
| 4 мин                                                  | Штраф                                 | 2 мин                                                                              |               | Судьи: Уэс Макколи Кевин Поллок Линейные судьи: Дерек Амелл Брайан Мёрфи |
|                                                        |                                       |                                                                                    |               |                                                                          |
|                                                        | 32                                    | Броски                                                                             | 29            |                                                                          |

На пятый матч в состав «Лайтнинг» вернулись Джонатан Друэн, который заменил Никиту Нестерова, а также Бен Бишоп, пропустивший прошлую игру из-за травмы. В начале первого периода нападающий «молний» Никита Кучеров получил травму, из-за которой он был вынужден покинуть площадку до конца матча. Первая шайба в игре была забита на 7-й минуте матча, Патрик Шарп воспользовался ошибкой Бена Бишопа, который далеко выехал из ворот, и забил шайбу в пустую сетку. В середине второго периода усилиями Валттери Филппулы хозяева сравняли счёт. В начале третьего периода Антуан Верметт устанавливает окончательный счёт, 2:1 в пользу «Чикаго». Впервые с 1951 года первые пять матчей финала закончились с разницей в одну шайбу.
Счёт в серии: 3—2 в пользу «Чикаго»

### Матч № 6
| 15 июня 2015 20:00 | Чикаго Блэкхокс | 2 : 0 (0:0, 1:0, 1:0) | Тампа-Бэй Лайтнинг | Юнайтед-центр Зрителей: 22 424 |

| Отчёт                                                                              | Отчёт         | Отчёт   | Отчёт                   | Отчёт                                                                        |
| ---------------------------------------------------------------------------------- | ------------- | ------- | ----------------------- | ---------------------------------------------------------------------------- |
|                                                                                    |               |         |                         |                                                                              |
|                                                                                    | Кори Кроуфорд | Вратари | Бен Бишоп (00:00—56:21) | Судьи: Дэн О'Хэллоран Келли Сазерленд Линейные судьи: Шейн Хейер Пьер Расико |
|                                                                                    | Голы:         |         |                         | Судьи: Дэн О'Хэллоран Келли Сазерленд Линейные судьи: Шейн Хейер Пьер Расико |
| Данкан Кит — 37:13 (П. Кейн, Б. Ричардс) Патрик Кейн — 54:46 (Б. Ричардс, Б. Саад) | 1:0 2:0       |         |                         | Судьи: Дэн О'Хэллоран Келли Сазерленд Линейные судьи: Шейн Хейер Пьер Расико |
|                                                                                    |               |         |                         | Судьи: Дэн О'Хэллоран Келли Сазерленд Линейные судьи: Шейн Хейер Пьер Расико |
|                                                                                    |               |         |                         | Судьи: Дэн О'Хэллоран Келли Сазерленд Линейные судьи: Шейн Хейер Пьер Расико |
|                                                                                    |               |         |                         | Судьи: Дэн О'Хэллоран Келли Сазерленд Линейные судьи: Шейн Хейер Пьер Расико |
| 2 мин                                                                              | Штраф         | 6 мин   |                         | Судьи: Дэн О'Хэллоран Келли Сазерленд Линейные судьи: Шейн Хейер Пьер Расико |
|                                                                                    |               |         |                         |                                                                              |
|                                                                                    | 32            | Броски  | 25                      |                                                                              |

«Сухой» победой «Чикаго Блэкхокс» закончился шестой матч серии. У победителей голами отметились Данкан Кит и Патрик Кейн. «Чикаго» завоевал свой шестой Кубок Стэнли в истории и третий за последние 6 лет. Конн Смайт Трофи получил Данкан Кит, признанный самым ценным игроком плей-офф. Последний раз «ястребы» выигрывали Кубок Стэнли на домашней площадке в 1938 году.
Итог серии: победа «Чикаго» со счётом 4—2
| Обладатель Кубка Стэнли 2015 |
| ---------------------------- |
| Чикаго Блэкхокс шестой титул |

## Составы команд

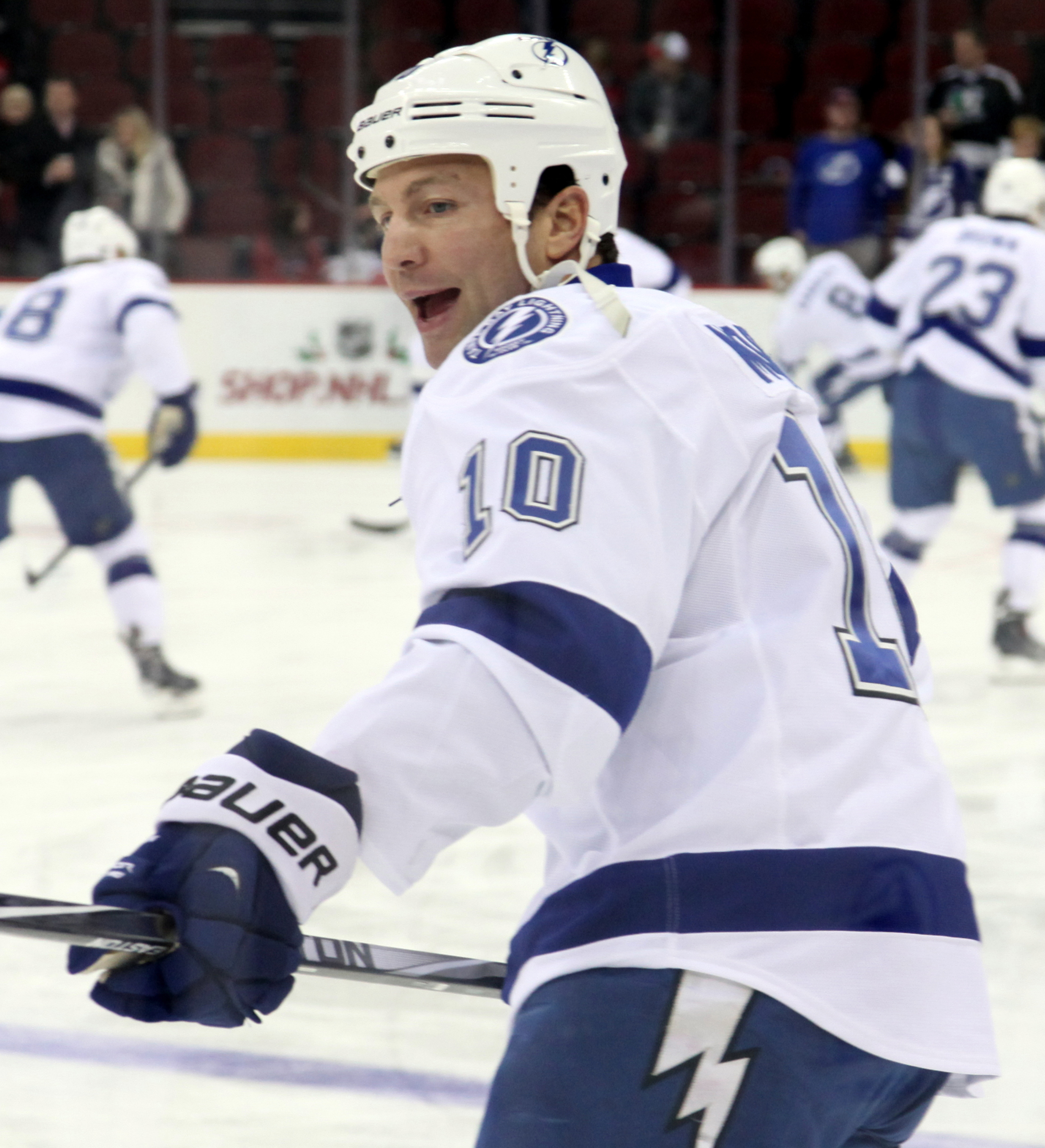
В дебютном сезоне 1999/2000, Бренден Морроу участвовал в финале Кубка Стэнли в составе «Даллас Старз», в котором его клуб уступил «Нью-Джерси Девилз»

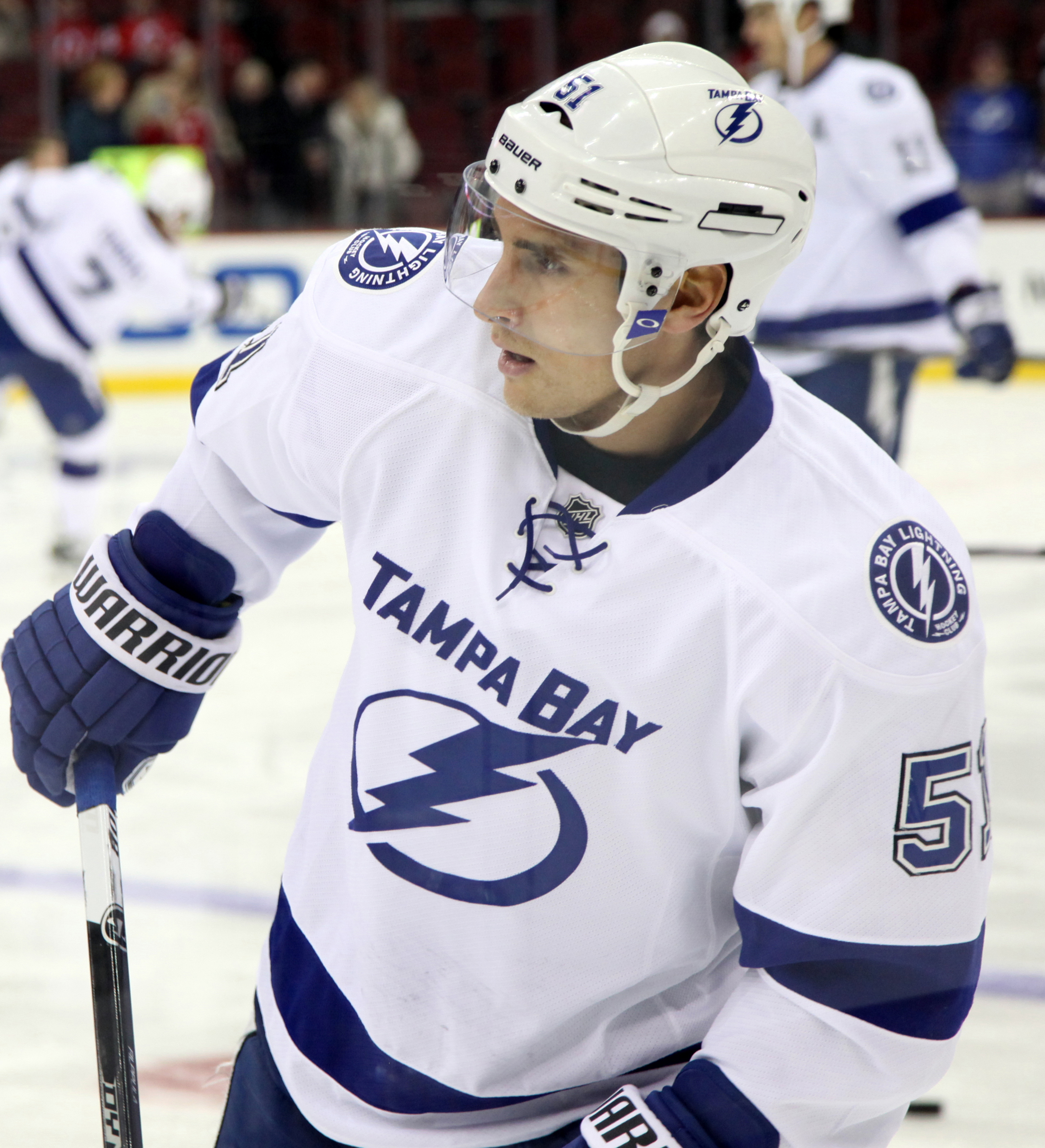
Валттери Филппула единственный обладатель Кубка Стэнли в составе «Лайтнинг», который он выиграл в 2008 году вместе с «Детройтом»

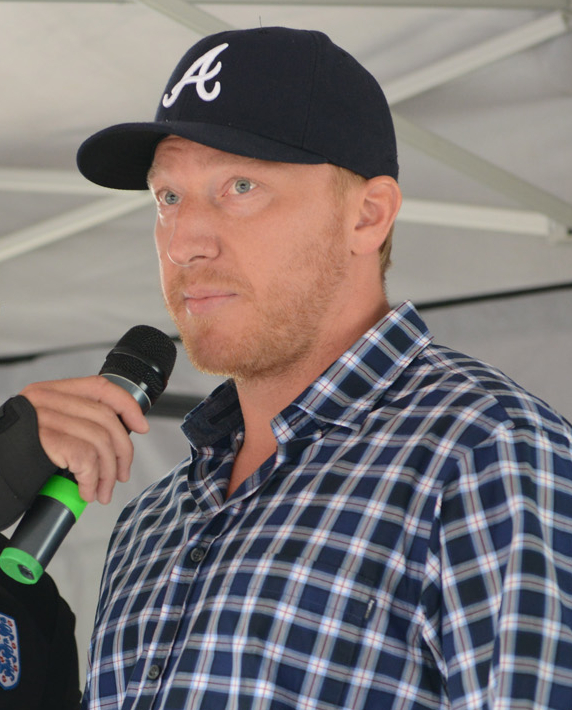
Для Мариана Госсы этот финал стал пятым в карьере, в котором он завоевал свой третий Кубок Стэнли

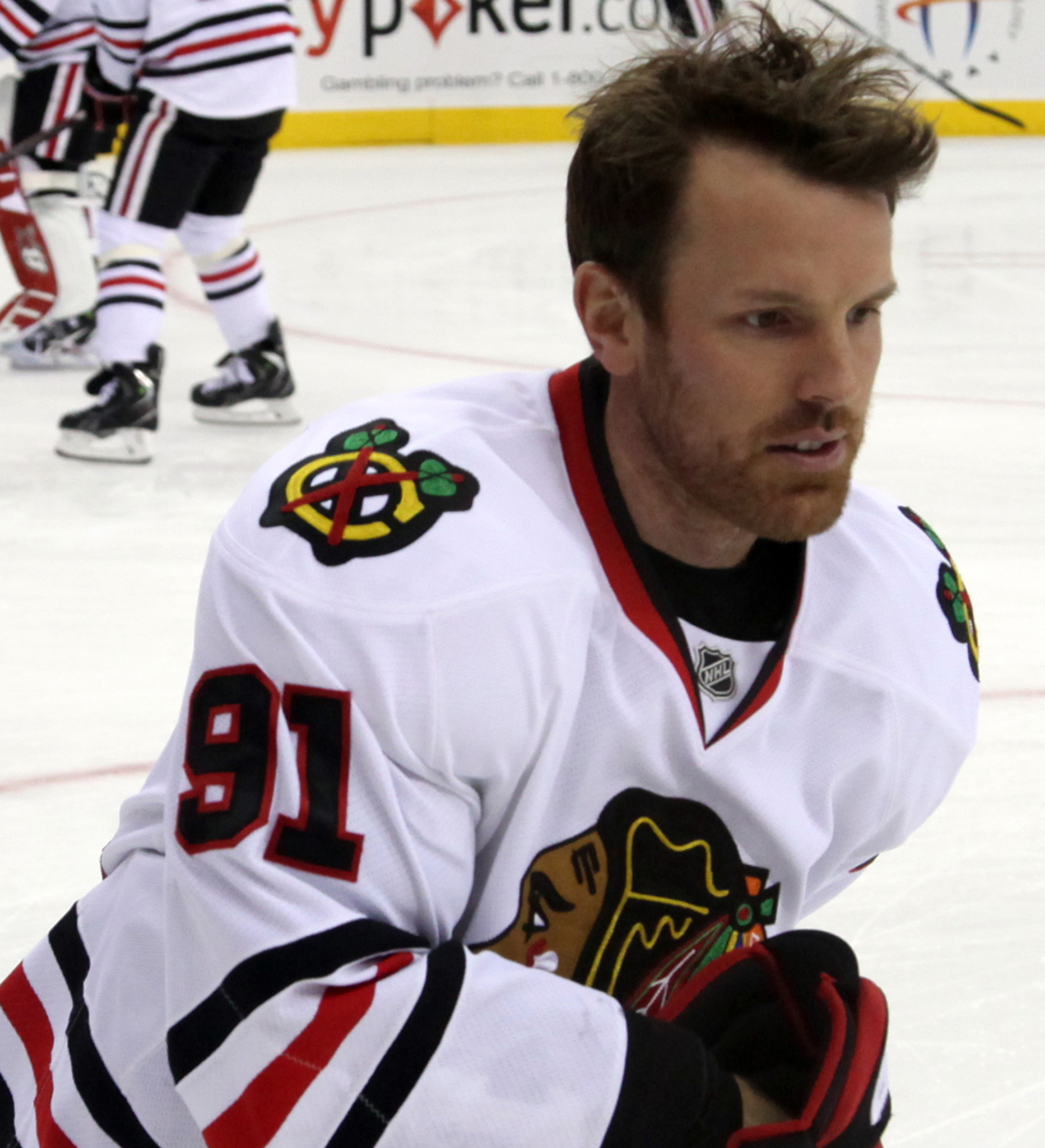
Брэд Ричардс выиграл Кубок Стэнли в 2004 году в составе «Тампы», а также был признан лучшим игроком того финала

### Тампа-Бэй Лайтнинг
| Вратари    |                |                     |                   |                     |
| Номер      | Страна         | Имя                 | Дата рождения     | Участие в финале    |
| 30         | Флаг США       | Бен Бишоп           | 21 ноября, 1986   | первое              |
| 50         | Флаг Латвии    | Кристерс Гудлевскис | 31 июля, 1992     | первое              |
| 88         | Флаг России    | Андрей Василевский  | 25 июля, 1994     | первое              |
| Защитники  |                |                     |                   |                     |
| Номер      | Страна         | Имя                 | Дата рождения     | Участие в финале    |
| 5          | Флаг Канады    | Джейсон Гаррисон    | 13 ноября, 1984   | первое              |
| 6          | Флаг Швеции    | Антон Строльман     | 1 августа, 1986   | второе (2014)       |
| 25         | Флаг США       | Мэттью Карл — А     | 25 сентября, 1984 | второе (2010)       |
| 55         | Флаг Канады    | Брэйдон Кобёрн      | 27 февраля, 1985  | второе (2010)       |
| 62         | Флаг Чехии     | Андрей Шустр        | 29 ноября, 1990   | первое              |
| 77         | Флаг Швеции    | Виктор Хедман       | 18 декабря, 1990  | первое              |
| 89         | Флаг России    | Никита Нестеров     | 28 марта, 1993    | первое              |
| Нападающие |                |                     |                   |                     |
| Номер      | Страна         | Имя                 | Дата рождения     | Участие в финале    |
| 9          | Флаг США       | Тайлер Джонсон      | 29 июля, 1990     | первое              |
| 10         | Флаг Канады    | Бренден Морроу      | 16 января, 1979   | второе (2000)       |
| 11         | Флаг США       | Брайан Бойл — А     | 18 декабря, 1984  | второе (2014)       |
| 13         | Флаг Канады    | Седрик Пакетт       | 13 августа, 1993  | первое              |
| 17         | Флаг Канады    | Алекс Киллорн       | 14 сентября, 1989 | первое              |
| 18         | Флаг Чехии     | Ондржей Палат — А   | 28 марта, 1991    | первое              |
| 23         | Флаг США       | Джей-Ти Браун       | 2 июля, 1990      | первое              |
| 24         | Флаг США       | Райан Кэллахан — А  | 21 марта, 1985    | первое              |
| 27         | Флаг Канады    | Джонатан Друэн      | 28 марта, 1995    | первое              |
| 51         | Флаг Финляндии | Валттери Филппула   | 20 марта, 1984    | третье (2008, 2009) |
| 86         | Флаг России    | Никита Кучеров      | 17 июня, 1993     | первое              |
| 91         | Флаг Канады    | Стивен Стэмкос — К  | 7 февраля, 1990   | первое              |

### Чикаго Блэкхокс
| Вратари    |                |                     |                   |                                |
| Номер      | Страна         | Имя                 | Дата рождения     | Участие в финале               |
| 33         | Флаг США       | Скотт Дарлинг       | 22 декабря, 1988  | первое                         |
| 50         | Флаг Канады    | Кори Кроуфорд       | 31 декабря, 1984  | второе (2013)                  |
| Защитники  |                |                     |                   |                                |
| Номер      | Страна         | Имя                 | Дата рождения     | Участие в финале               |
| 2          | Флаг Канады    | Данкан Кит — А      | 16 июля, 1983     | третье (2010, 2013)            |
| 4          | Флаг Швеции    | Никлас Яльмарссон   | 6 июня, 1987      | третье (2010, 2013)            |
| 5          | Флаг Швеции    | Давид Рундблад      | 8 октября, 1990   | первое                         |
| 7          | Флаг Канады    | Брент Сибрук        | 20 апреля, 1985   | третье (2010, 2013)            |
| 26         | Флаг Канады    | Кайл Камиски        | 2 декабря, 1986   | первое                         |
| 27         | Флаг Швеции    | Джонни Одуйя        | 1 октября, 1981   | второе (2013)                  |
| 44         | Флаг Финляндии | Киммо Тимонен       | 18 марта, 1975    | второе (2010)                  |
| 57         | Флаг США       | Тревор ван Римсдайк | 24 июля, 1991     | первое                         |
| Нападающие |                |                     |                   |                                |
| Номер      | Страна         | Имя                 | Дата рождения     | Участие в финале               |
| 10         | Флаг Канады    | Патрик Шарп — А     | 27 декабря, 1981  | третье (2010, 2013)            |
| 11         | Флаг Канады    | Эндрю Дежарден      | 27 июля, 1986     | первое                         |
| 16         | Флаг Швеции    | Маркус Крюгер       | 27 мая, 1990      | второе (2013)                  |
| 19         | Флаг Канады    | Джонатан Тэйвз — К  | 29 апреля, 1988   | третье (2010, 2013)            |
| 20         | Флаг США       | Брэндон Саад        | 27 октября, 1992  | второе (2013)                  |
| 23         | Флаг Канады    | Крис Верстиг        | 13 мая, 1986      | второе (2010)                  |
| 29         | Флаг Канады    | Брайан Бикелл       | 9 марта, 1986     | второе (2013)                  |
| 65         | Флаг Канады    | Эндрю Шоу           | 20 июля, 1991     | второе (2013)                  |
| 80         | Флаг Канады    | Антуан Верметт      | 20 июля, 1982     | второе (2007)                  |
| 81         | Флаг Словакии  | Мариан Госса        | 12 января, 1979   | пятое (2008, 2009, 2010, 2013) |
| 86         | Флаг Финляндии | Теуво Терявяйнен    | 11 сентября, 1994 | первое                         |
| 88         | Флаг США       | Патрик Кейн         | 19 ноября, 1988   | третье (2010, 2013)            |
| 91         | Флаг Канады    | Брэд Ричардс        | 2 мая, 1980       | третье (2004, 2014)            |

## Обладатели Кубка Стэнли 2015

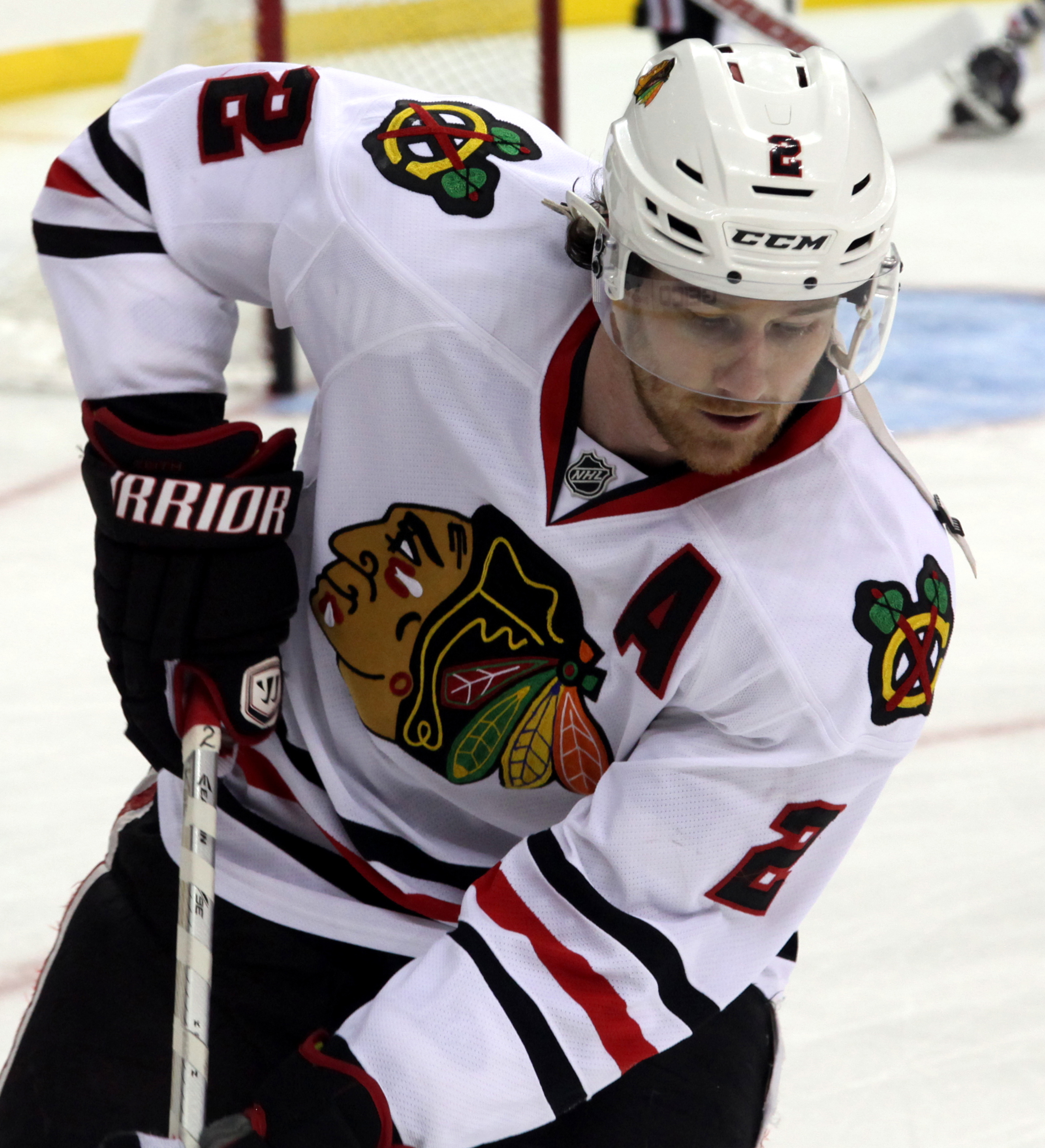
Данкан Кит был признан самым ценным игроком плей-офф Кубка Стэнли 2015

Указаны игроки и тренеры, чьи имена выгравированы на Кубке Стэнли

| Вратари: - 33 Скотт Дарлинг - 50 Кори Кроуфорд | Защитники: - 2 Данкан Кит — А - 4 Никлас Яльмарссон - 5 Давид Рундблад - 7 Брент Сибрук - 26 Кайл Камиски - 27 Джонни Одуйя - 32 Михал Розсивал - 44 Киммо Тимонен - 57 Тревор ван Римсдайк | Крайние нападающие: - 10 Патрик Шарп — А - 13 Даниэль Карсилло - 20 Брэндон Саад - 23 Крис Верстиг - 29 Брайан Бикелл - 65 Эндрю Шоу - 81 Мариан Госса - 86 Теуво Терявяйнен - 88 Патрик Кейн | Центральные нападающие: - 11 Эндрю Дежарден - 16 Маркус Крюгер - 19 Джонатан Тэйвз — К - 42 Юаким Нордстрём - 80 Антуан Верметт - 91 Брэд Ричардс | Главный тренер: - Джоэль Кенневилль Ассиситенты: - Кевин Дайнин - Майк Китчен - Джимми Уэйт - Мэтт Мичам - Пол Гудман | Генеральный менеджер: - Стэн Боумэн |

### Комментарии
1. ↑  Бен Бишоп не принимал участия в матче №4
2. ↑  Кристерс Гудлевскис не принимал участия в матчах №1, №2, №3, №5, №6
3. ↑  Никита Нестеров не принимал участия в матчах №2, №5, №6
4. ↑  Джонатан Друэн не принимал участия в матчах №1, №3, №4
5. ↑  Давид Рундблад не принимал участия в матчах №3, №4, №5, №6
6. ↑  Кайл Камиски не принимал участия в матчах №4, №5, №6
7. ↑  Киммо Тимонен не принимал участия в матчах №1, №2, №3
8. ↑  Тревор ван Римсдайк не принимал участия в матчах №1, №2
9. ↑  Крис Верстиг не принимал участия в матче №3
10. ↑  Брайан Бикелл не принимал участия в матчах №1, №2, №4, №5, №6
11. ↑  Скотт Дарлинг был заявлен в качестве резервного вратаря «Блэкхокс» на все матчи финальной серии
12. ↑  Михал Розсивал провёл 65 матчей в регулярном чемпионате и 10 в плей-офф. Не принимал участия в финале из-за травмы
13. ↑  Даниэль Карсилло провёл в регулярном чемпионате 39 матчей и не выступал в плей-офф, имя игрока нанесено на кубок по запросу клуба
14. ↑  Юаким Нордстрём провёл 38 матчей в регулярном чемпионате  и 3 в плей-офф, имя игрока нанесено на кубок по запросу клуба